# Audebodamm

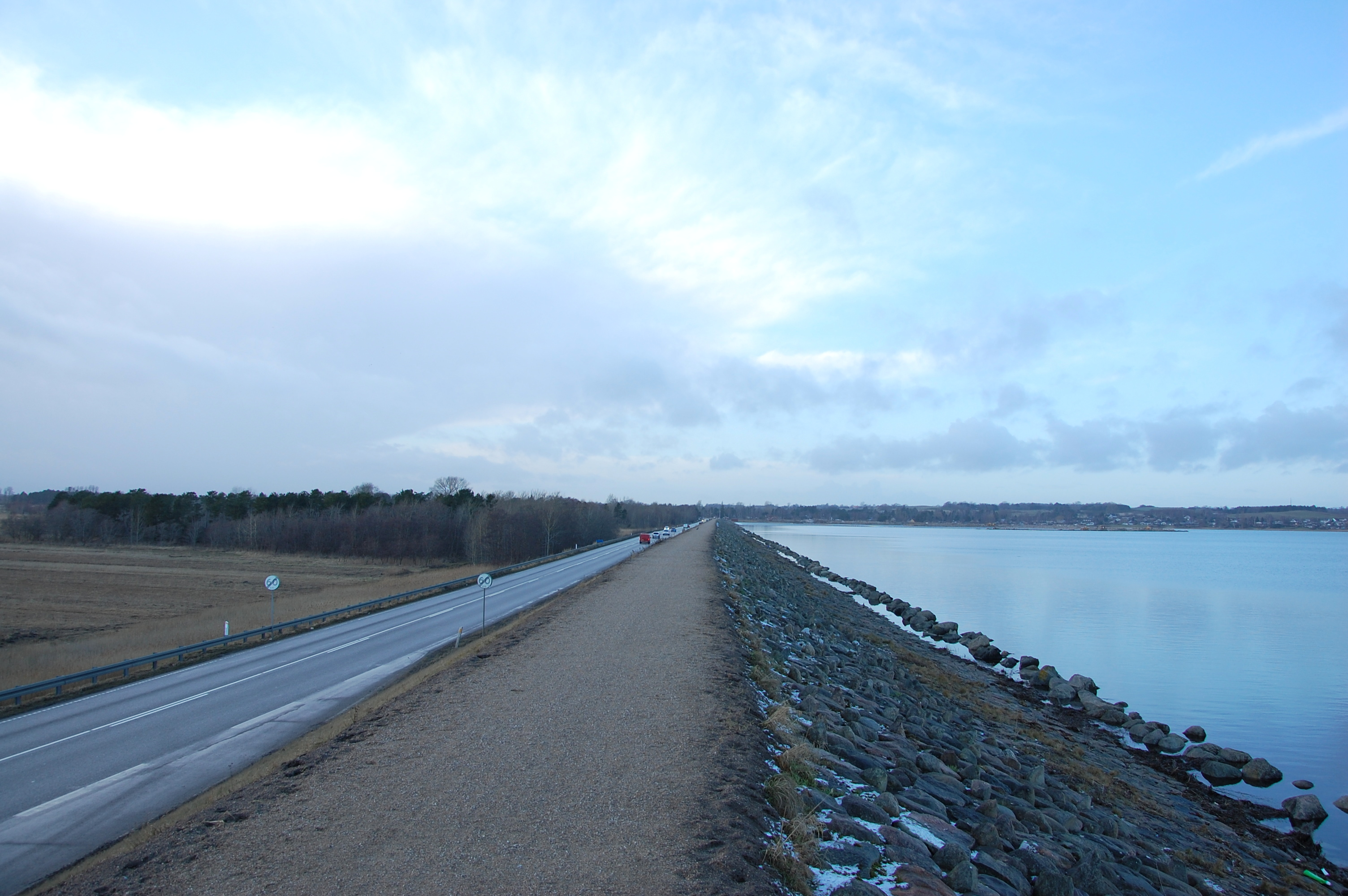
Audebodamm, Blick von Südosten

Der Audebodamm (dänisch Audebodæmningen) ist ein Damm in der dänischen Gemeinde Odsherred.
Er befindet sich auf der Ostseite der zur Insel Seeland gehörenden Halbinsel Odsherred. Er führt durch den zum Isefjord gehörenden Lammefjord. Der flache, sich aber bis tief in das Landesinnere ziehende Lammefjord wurde durch den Damm in seinem westlichen Teil trockengelegt.
Der Damm hat eine Länge von 2,2 Kilometer und erstreckt sich von Audebo in nordwestlicher Richtung nach Gundestrup. In der Mitte des Damms befindet sich ein Relief, welches verschiedene Phasen der Trockenlegung des Lammefjords darstellt. Die Dammkrone erhebt sich etwa 3,50 Meter über den Meeresspiegel. Die westlich gelegenen entwässerten Landflächen liegen bis zu 7,0 Meter unter dem Meeresspiegel. Landseitig führt am Fuße des Damms die Landstraße 21 entlang.
Der Bau des Damms begann im Jahr 1873 und dauerte etwa zwei Jahre. Nachdem im Jahr 1921 während eines Sturms eine Überspülung des Damms befürchtet werden musste, erfolgte eine Verstärkung.